# Río Odivelas
El río Odivelas (en portugués, ribeira de Odivelas) es un río del suroeste de la península ibérica que transcurre íntegramente por la región histórica del Alentejo (Portugal). 

## Curso
El río Odivelas nace en la sierra del Mendro, en el municipio de Portel. Tiene un recorrido de unos 70 km, pasando por la derecha de la localidad de Odivelas. Desemboca en el río Sado en el punto donde este entra definitivamente en la parroquia de Torrão, procedente de la parroquia de Azinheira dos Barros e São Mamede do Sádão.
En la década de 1970 se construyó la presa de Odivelas, lo que permitió un gran desarrollo en la producción agrícola de la parroquia de Odivelas, principalmente de arroz, tomate y melón. Además, aguas arriba existe otra presa, la presa de Alvito, construida en la misma década. 